# Дженис, Элси
Элси Дженис (англ. Elsie Janis, урождённая Элси Бирбауер (англ. Elsie Bierbower), 16 марта 1889 — 26 февраля 1956) — американская певица, актриса и сценарист.

## Биография
Родилась в Огайо, где уже в возрасте двух лет впервые вышла на сцену. В одиннадцать лет она уже стала регулярно играть в водевилях, а повзрослев взяла себе псевдоним Элси Дженис. В 1906 году состоялся её актёрский дебют на Бродвее, где она вскоре добилась заметного успеха участием в ревю и мюзиклах. Помимо нью-йоркской сцены Дженис также играла в Лондоне, где заслужила похвалу местных критиков. В 1915 году стартовала карьера Дженис в Голливуде, где она показала себя не только как актриса, но и как сценарист. В годы Первой мировой войны Дженис занимала активную позицию в поддержке американских и британских военных. Она много гастролировала с концертами для войск, выступая в тылу и на линии фронта, а также занималась реализацией военных облигаций.
Помимо актёрской карьеры, Дженис была известна как автор и исполнитель ряда популярных песен, включая «Any Time’s the Time to Fall in Love», «I’m True to the Navy Now», «Live and Love Today», «Molly-O-Mine», «From the Valley», «Your Eyes», «Some Sort of Somebody», «Oh, Give Me Time for Tenderness» и «A Little Love». В начале 1930-х на экраны вышли последние три фильма по сценариям Дженис — «Мадам Сатана» (1930), «Достать до Луны» (1930) и «Муж индианки» (1931). Актёрская карьера Дженис продолжалась до начала 1940-х, когда после ряда ролей на Бродвее и появления в картине «Женщины на войне» (1940) она ушла со сцены и с экрана.
В 1932 году Элси Дженис вышла замуж за Гилберта Уилсона, с которым многие годы прожила в Слипи-Холлоу в штате Нью-Йорк. Последние годы своей жизни она провела в Калифорнии в Беверли-Хиллз, где в феврале 1956 года скончалась в возрасте 66 лет. Элси Дженис была похоронена в Глендейле на кладбище Форест-Лаун, а спустя четыре года после её смерти на Голливудской аллее славы в её честь была заложена именная звезда в знак её вклада в киноиндустрию США.